# أبيا
أبيا (بالإنجليزية: Apia)‏ عاصمة دولة ساموا، تقع شمال جزيرة أوبولو، وهي ثاني أكبر جزيرة في البلاد، عدد سكانها 58,800 نسمة (إحصاء عام 2001). تقع على مصب نهر فايسيغانو. يعود إنشاء المدينة لعام 1850 من قبل الألمان واتخذت عاصمة للبلاد منذ 1959 بعد الأستقلال.

## التعليم
يوجد في أبيا العديد من الحضانات ومدارس التعليم الابتدائي والثانوي ومؤسسات التعليم بعد الثانوي، شاملةً جامعة ساموا الوطنية وجامعة جنوب المحيط الهادئ.

### الجامعات
- جامعة ساموا الوطنية
- جامعة جنوب المحيط الهادئ
- جامعة أوقيانوسيا الطبية

### الكليات
- كلية افيلي، افيلي.
- كلية فاتواتوا المسيحية، فايتيلي فو.
- كلية ليفيفي، ليفيفي.
- كلية مالوا اللاهوتية.
- كلية مالافو، مالافو.
- كلية سانت يوسف، اللافوا.
- Assemblies of God Harvest Bible College, Lotopa
- كلية سانت ماري، فايموسو
- كلية ساموا، فايفاسي تاي
- كلية ساموا أدفنتست، لالوفايا.
- كلية روبرت لويس ستيفنسون، تافايجاتا.
- كلية ويسلي، فاليلا.
- كلية نواوسالا.
- كلية بول سكس.
- كلية تشانل، مواموا.

### المدارس الابتدائية
- مدرسة الاخ ماريست، موليفاي.
- مدرسة سانت ماري، سافالالو.
- مدرسة بيس شابيل، فايميا.
- مدرسة ابيا المعمدانية،
- مدرسة سيفن داي أدفنتست الابتدائية، لالوفايا.

## التاريخ
كانت المدينة في الأصل قرية صغيرة لا يتجاوز عدد سكانها 304 نسمة في عام 1800. نمت القرية أبيا إلى منطقة حضرية وكونت ما تسمى حاليا العاصمة أبيا والقرى المحيطة.
خاضت المدينة مظاهرات سلمية للحصول على الاستقلال في أوائل القرن العشرين تزعمتها حركة الماو الوطنية، اعتقل خلالها الكثير من السامويين، إلى أن أدى تجمع سلمي للماو بتاريخ 28 ديسمبر عام 1929 إلى مقتل الزعيم توبوا تاماسيسي ليالوفي الثالث على يد الشرطة النيوزيلندية، فسمي ذلك اليوم بالسبت الأسود.

## المناخ
تتميز العاصمة أبيا بمناخ استوائي ممطر مع درجات حرارة ثابتة طوال العام حيث متوسط الحرارة 26 درجة مئوية طوال العام وأكثر الشهور جفافا شهر يوليو وأغسطس حيث لاتتعدي كمية الأمطار 80 ملم، وأكثر الشهور الممطرة شهر ديسمبر ومارس حيث يصل متوسط الأمطار الشهري الي 300 ملم
| البيانات المناخية لـأبيا                       | البيانات المناخية لـأبيا | البيانات المناخية لـأبيا | البيانات المناخية لـأبيا | البيانات المناخية لـأبيا | البيانات المناخية لـأبيا | البيانات المناخية لـأبيا | البيانات المناخية لـأبيا | البيانات المناخية لـأبيا | البيانات المناخية لـأبيا | البيانات المناخية لـأبيا | البيانات المناخية لـأبيا | البيانات المناخية لـأبيا | البيانات المناخية لـأبيا |
| الشهر                                          | يناير                    | فبراير                   | مارس                     | أبريل                    | مايو                     | يونيو                    | يوليو                    | أغسطس                    | سبتمبر                   | أكتوبر                   | نوفمبر                   | ديسمبر                   | المعدل السنوي            |
| ---------------------------------------------- | ------------------------ | ------------------------ | ------------------------ | ------------------------ | ------------------------ | ------------------------ | ------------------------ | ------------------------ | ------------------------ | ------------------------ | ------------------------ | ------------------------ | ------------------------ |
| متوسط درجة الحرارة الكبرى °م (°ف)              | 30 (86)                  | 30 (86)                  | 30 (86)                  | 30 (86)                  | 30 (86)                  | 29 (84)                  | 29 (84)                  | 29 (84)                  | 29 (84)                  | 30 (86)                  | 30 (86)                  | 30 (86)                  | 30 (85)                  |
| متوسط درجة الحرارة الصغرى °م (°ف)              | 24 (75)                  | 24 (75)                  | 24 (75)                  | 24 (75)                  | 24 (75)                  | 24 (75)                  | 23 (73)                  | 23 (73)                  | 23 (73)                  | 24 (75)                  | 24 (75)                  | 24 (75)                  | 24 (75)                  |
| الهطول مم (إنش)                                | 419 (16.5)               | 322 (12.7)               | 332 (13.1)               | 261 (10.3)               | 205 (8.1)                | 165 (6.5)                | 133 (5.2)                | 155 (6.1)                | 180 (7.1)                | 257 (10.1)               | 270 (10.6)               | 372 (14.6)               | 3٬071 (120.9)            |
| المصدر: www.weather2travel.com"دليل طقس أبيا". |                          |                          |                          |                          |                          |                          |                          |                          |                          |                          |                          |                          |                          |

## السياحة

### الفنادق
يتواجد في أبيا 28 فندق، وهم:
- تاتيانا موتيل - تانوغامانونو
- منتجع سينالي ريف
- منتجع ليتيا سيني بيتش
- فندق لي أليموانا
- منتجع مانومي
- فندق أاوتريغر الساموي
- شقق تاتيانا - أباولا هايتس
- منتجع سا موانا
- ليريك هاوسينغ موتيلز

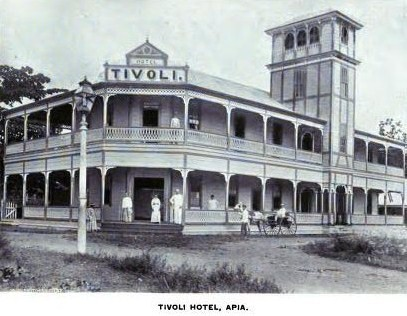
صورة لفندق باسم تيفولي سنة 1896 في أبيا

- آغي غريز لاغون، بيتش، ريزورت، آند سبا
- منتجع لي فاسا
- منتجع أنسل فيهمارن
- آغي غريز هوتيل
- ذا باسيفيك بيرل
- ليفينغستون أكوموديشن
- كوكونتس بيتش كلاب
- هوتيل إليسا
- فندق تانوا نوسيتالا
- إدنز إدج
- ديف باركر إكو لودج
- هوتيل ميلينيا
- إيربورت لودج ساموا
- فندق كيتانو ساموا
- تاو ميزينا فيلز
- فالانتاينز موتيل
- باسيفيكا إن
- تاتيانا موتيل - فوغالي
- أبيا هاربورسايد لودجينغز

### معالم المدينة
تقع قرية مولينوأو، العاصمة التقليدية القديمة، في الطرف الغربي للمدينة. وقد شُيّد فيها مبنى البرلمان والمرصد التاريخي، وهو اليوم مكتب الأرصاد الجوية.

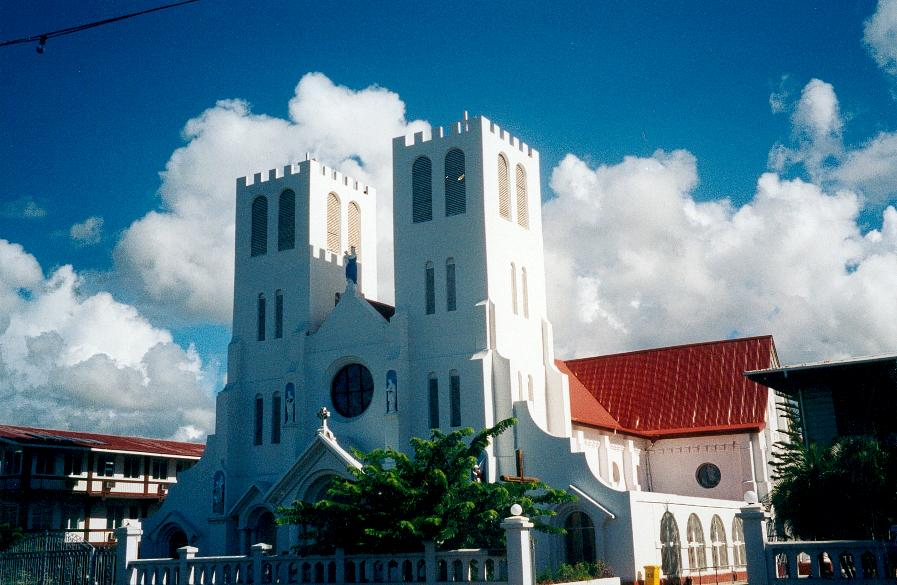
كاتدرائية أبيا

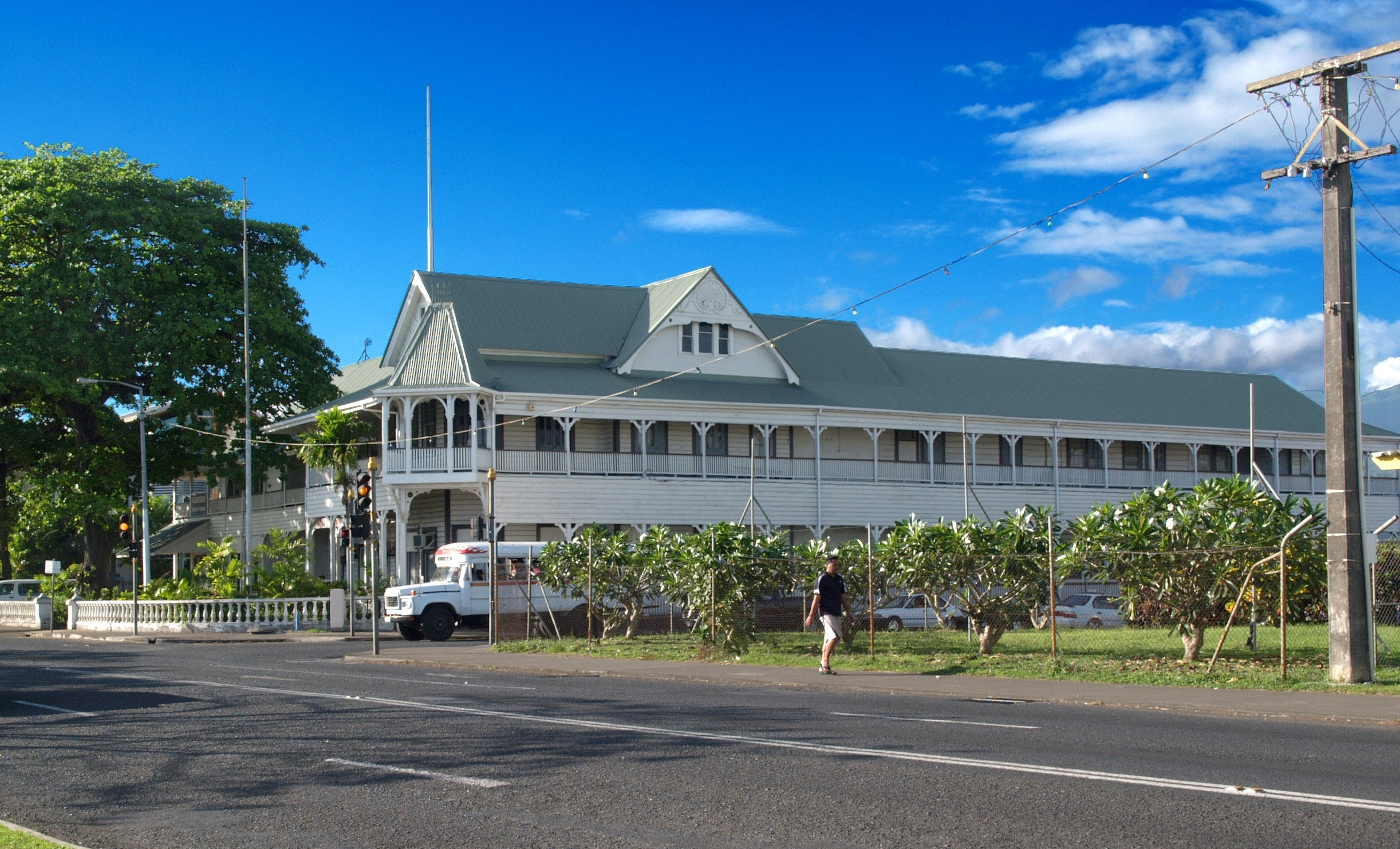
دار المحكمة في أبيا

ثمة كاتدرائية كاثوليكية في أبيا وهي تدعى كاتدرائية مريم للحبل بلا دنس.
تقع المكاتب الحكومية ومصرف ساموا المركزي على أرض ناشئة من ردم البحر عند الميناء. وقد شُيّد برج ساعة ليكون نصبا تذكاريا للحرب وهو يشغل موقعا محوريا في وسط المدينة. وتمتد السوق الجديدة بعيداً عن البحر لتكون بمنأى من تأثيرات الأعاصير التي تهبّ على البلاد. لا تزال تشاهَد في أبيا مبان خشبية قديمة من أيام الاستعمار، وهي منتشرة في أرجاء المدينة. والأبرز بينها هو دار المحكمة حيث يوجد متحف في الطابق العلوي. غير أن تطوير البنية التحتية والنمو الاقتصادي في الآونة الأخيرة أدى إلى تشييد أبنية من عدة طوابق في المدينة. وقد شُيّد مبنى ACB/NBS سنة 2001 ليضمّ مقر «هيئة التعويضات عن الحوادث» و«مصرف ساموا الوطني» وبعض الدوائر الحكومية. كما يمتد مركز تسوق في أسفله ويضمّ متاجر ومطاعم. وهناك أيضا مبنى «سامواتيل» الذي شُيد سنة 2004 ليضم مركز الاتصالات الدولية في ساموا، وقد حُرص على بنائه بعيداً عن البحر هو أيضا لحمايته من تأثيرات الأعاصير الموسمية. وأحدث بناء يرتفع في سماء أبيا هو مبنى مصرف ساموا للتطوير الذي شُيد سنة 2007.
قضى الكاتب روبرت لويس ستيفنسون آخر 4 سنوات من حياته في هذا المكان، وقد دُفن على جبل فايا الذي يشرف على كل من المدينة والبيت الذي بناه، والمسمى «فايليما»، وقد جُعل متحفاً تكريما له.

## الاقتصاد

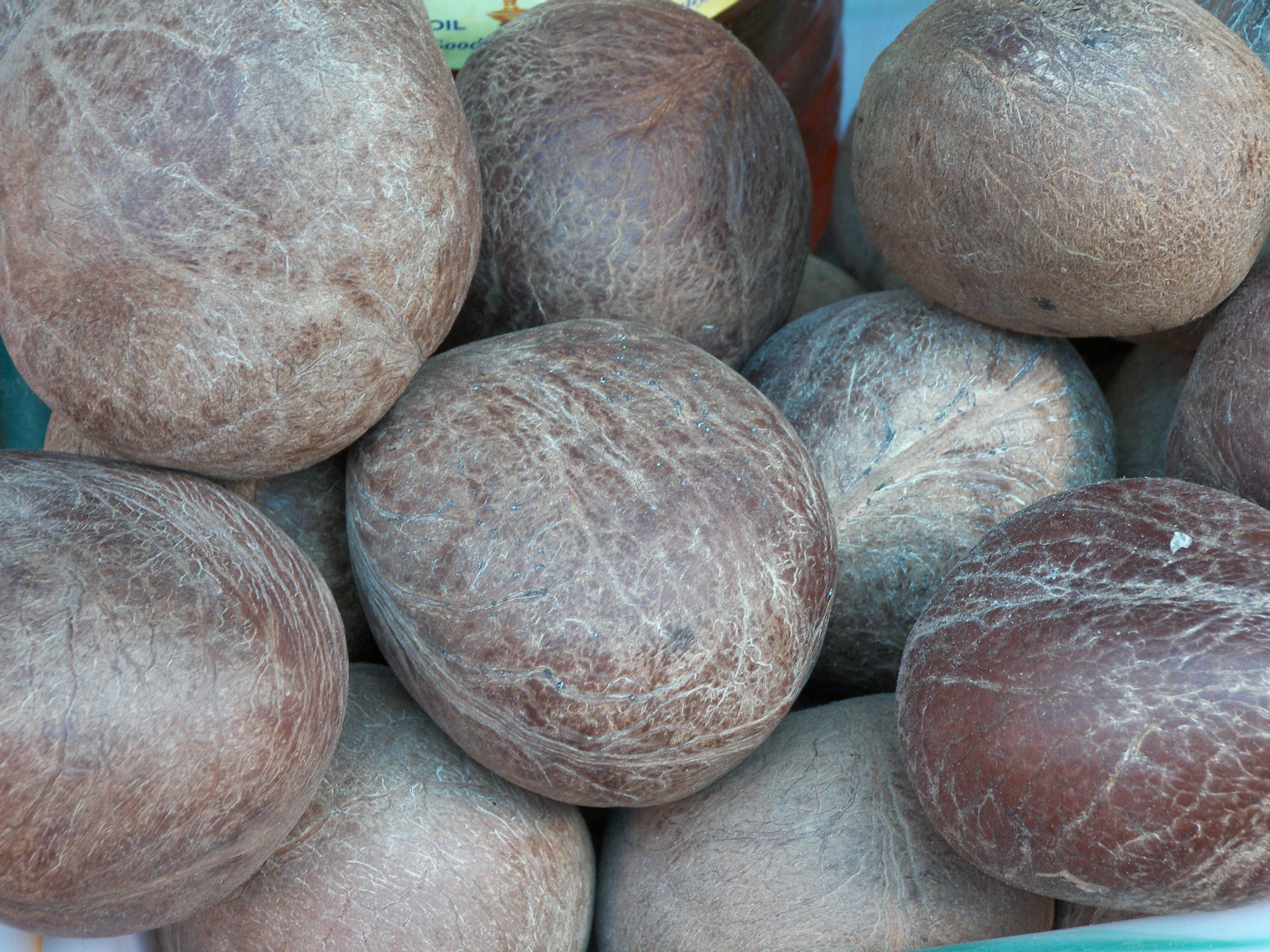
جوز هند كامل مجفف، يشتق منه اللب ويعرف باسم كوربا.

يتركز اقتصاد ابيا علي انها موطن للكثير من دور التعليم الابتدائي والثانوي والحضانات والجامعات، ويوجد في المبني الوطني مقر الخطوط الجوية البولينيزية  والصادرات الرئيسية هي لب جوز الهند المجفف والاسماك وهناك الصناعات الزراعية الأخرى أقل نجاحاً. يمكن إنتاج قصب السكر الذي جلبه الألمان في أوائل القرن العشرين. يمكن مشاهدة مسارات السكك الحديدية القديمة المستخدمة لنقل قصب السكر في بعض المزارع شرق أبيا. والواردات الرئيسية هي اللحوم والسكر والسيارات

### الاتصالات
خدمات الهاتف المحمول في أبيا تتسم بالكفاءة حيث هناك شركتين تقدم خدماتها في أبيا وهما شركة ديجيسيل وشركة سامواتيل وهناك الكثير من سكان ابيا يمتلكون الهواتف المحمولة، خدمات الإنترنت تقدم عبر الألياف البصرية منذ 28 من مايو سنة 2009 وقبلها كانت الخدمات محصورة عبر الاقمار الصناعية ولهذه التقنية سلبيات حيث ترتبط جودتها بحالة الطقس ويتوفر الكثير من مقاهي الإنترنت في العاصمة ابيا.

## النقل

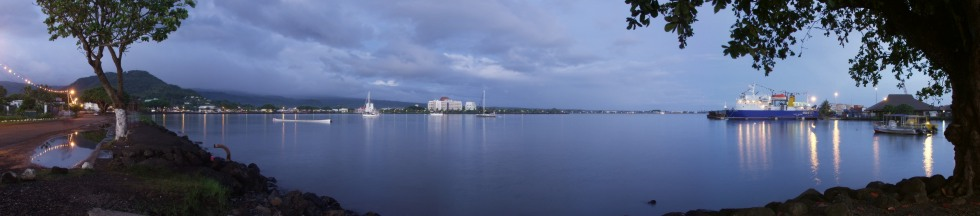
صورة لميناء أبيا عند فجر احتفالات عيد الاستقلال عام 2003

يعتبر ميناء أبيا أكثر الموانئ ازدحاما في ساموا الذي يستخدم للشحن الحاويات دواليا من المحروقات والغاز المسال، ولايوجد في أبيا قطارات ولكن هناك خدمة الحافلات علي نطاق واسع داخل وخارج المدينة وهناك عدد قليل من الدراجات النارية والسيارات ذات الملكية الخاصة التي تسبب ازدحام مروري في المدينة الداخلية والوسيلة الأكثر استخداما للتنقل في المدينة هي سيارات الاجرة. جهة السير في المدينة هي اليسار منذ 7 سبتمبر 2009.

### المطار
مطار فاليولو الدولي على جزيرة أوبولو يبعد عن وسط العاصمة أبيا 40 كيلومتر غربا (25 ميل)ومن ابرز الشركات العاملة فية الخطوط الجوية البولينيزية وطيران نيوزيلندا

## المساكن
المساكن في أبيا هي عبارة عن خليط من البيوت القديمة من زمن الاستعمار والبيوت الحديثة ذات النمط الغربي، ويسمى هذا الخليط بـفيل بالاغي (بالإنجليزية: Fale Palagi أي بيت الرجل الأبيض)‏. وتوجد أيضًا بيوت تقليدية تدعى بـفيل ساموا (بالإنجليزية: Fale Samoa)‏.